# 409P/LONEOS-Hill
409P/LONEOS-Hill è una cometa periodica appartenente alla famiglia delle comete gioviane. Al momento della sua scoperta il 4 dicembre 2005  fu ritenuta un asteroide, solo alcune settimane dopo ci si rese conto che in effetti era una cometa , la sua riscoperta il 3 novembre 2020 ha permesso di numerarla .